# Coccosteus
Coccosteus (gr. "llavors de l'os") es un gènere extint de peixos placoderms de l'ordre dels artrodirs. Els seus fòssils han estat trobats en tot Europa i Amèrica del Nord. La majoria d'aquests fòssils han estat trobats en sediments d'aigua dolça.

## Característiques
Els exemplars més grans van mesurar uns 40 cm, encara que la longitud mitjana va ser de 20 a 24 cm. Igual que els altres artrodirs, Coccosteus posseïen articulacions entre les plaques del cos i el crani. A més, també tenia una articulació interna entre vèrtebres del coll i la part posterior del crani, la qual cosa permetia obrir la boca en un angle més ampli i caçar preses més grosses.